# 210-й окремий штурмовий полк (Україна)
210-й окремий штурмовий полк (210 ОШП, в/ч А4122) — підрозділ у складі Сухопутних військ Збройних сил України.

## Історія
В березні 2022 року, у перші дні російського вторгнення, був створений 210-й окремий спеціальний батальйон. Основу батальйону склали добровольці, які долучилися до ЗСУ в перші дні повномасштабного вторгнення. Спочатку батальйон налічував 175 військових, це була спеціальна резервна рота при Президентському полку. В цей час тривала битва за Київ. Батальйон протидіяв російському десанту на березі Київського водосховища в районі села Лютіж. Батальйон брав участь у звільненні населених пунктів Шпитьки, Ясногородка, Мотижин та Ветрівка Київської області.
Батальйон створювався для боротьби з технікою противника. Передбачалося, що мобільні маневрені групи будуть створювати засідки, полюючи на важку броньовану техніку. Для виконання цих задач батальйон отримав цивільні автомобілі Citroen Berlingo, які раніше призначалися для розвезення пошти, але ці компактні мінівени виявилися маневреними і дозволили батальйону успішно виконувати поставлені задачі. Через автомобілі батальйон почали називати «Berlingo», а з часом це прізвисько стало офіційною назвою.
З квітня 2022 року батальйон відокремили в самостійну частину (А4122), що перебувала у прямому підпорядкуванні командувача сухопутних військ.
Батальйон виконував бойові завдання в Харківській, Сумській та Полтавській областях. З червня 2022 року батальйон був постійно задіяний на східному фронті, в тому числі при обороні Бахмута і Куп'янська.
Станом на грудень 2022 року батальйон перебував на двох напрямках: північні кордони Сумської області та під Бахмутом, Донецька область.
У серпні 2024 на базі 210-го окремого спеціального батальйону «Берлінго» створено 210-й окремий штурмовий полк.
Наприкінці липня 2025 року бійці 1-го штурмового батальйону полку знищили російську диверсійно-розвідувальну групу, яка проникла в селище Степногірськ на Запоріжжі. У результаті було повністю відновлено контроль над позиціями в селищі та його околицях.

## Структура
- 1-й штурмовий батальйон[5]
  - Медичний пункт[6][7]
- рота ударних БпАК[8]
- інженерно-саперна рота[9]
- Розвідувальний взвод[10]
- Група контролю бойового стресу[11]
- Група психологічного супроводу[12]

## Оснащення

### Автомобілі
- Citroen Berlingo[1]

### Артилерія
- 120-мм міномети Alakran на базі бронемашини VAMTAC[13]

## Командування
- Заступник командира — Руляков Віталій[2]

## Відомі персони у складі
- Бірча Ігор Ярославович — український актор і автор популярних розважально-гумористичних телепередач, актор кіно.[14]
- Буткевич Максим Олександрович — український журналіст, потрапив у полон.[15] 18 жовтня 2024 обміняний з російського полону.[16]

## Втрати

### 2022
- 15 липня 2022 — Петрушко Олександр («Нєман»), старшина. Загинув при обороні населеного пункту Верхньокам'янське Донецької області.[17]
- 15 липня 2022 — Вєтров Анатолій («Крим»), старший солдат. Загинув при обороні населеного пункту Верхньокам'янське Донецької області.[17]
- 15 липня 2022 — Лазарєв Ігор («Гудвін»), старший солдат. Загинув при обороні населеного пункту Верхньокам'янське Донецької області.[17]
- 11 серпня 2022 — Закреничний Сергій («Німець»), сержант. Загинув при обороні населеного пункту Берестове Донецької області.[17]
- 11 серпня 2022 — Ус Андрій («Борода»), сержант. Загинув при обороні населеного пункту Берестове Донецької області.[17]
- 11 серпня 2022 — Кльоцкін Руслан («Рус»), сержант. Загинув при обороні населеного пункту Берестове Донецької області.[17]
- 17 серпня 2022 — Ратушний Василь («Ретро»), солдат. Загинув при обороні населеного пункту Берестове Донецької області.[17]
- 20 вересня 2022 — Кордонов Максим Павлович («Божий»), лейтенант. 39 років. Загинув при обороні населеного пункту Зайцеве Донецької області.[17]
- 23 вересня 2022 — Горобець Максим («Птах»), солдат. Загинув при обороні населеного пункту Зайцеве Донецької області.[17]
- 15 грудня 2022 — Собчук Тарас («Сова»), солдат. Загинув при обороні населеного пункту Берестове Донецької області.[17]
- 18 грудня 2022 — Дятловський Дмитро («Дем'ян»), старший сержант. с. Волинка. Загинув при обороні населеного пункту Берестове Донецької області.[17][18]
- 18 грудня 2022 — Кахцазов Віктор («Купер»), молодший сержант. Загинув 18.12.2022 року при обороні населеного пункту Берестове Донецької області.[17][19]
- 19 грудня 2022 — Власюк Сергій («Влас»), старший солдат. Загинув при обороні населеного пункту Берестове Донецької області.[17]
- 19 грудня 2022 — Сидорчук Олександр («Сидор»), солдат. Загинув при обороні населеного пункту Берестове Донецької області.[17]
- 20 грудня 2022 — Винник Юрій («Лисий»), старший солдат. 26 років, с. Ямпіль, Львівська область. Загинув при обороні населеного пункту Берестове Донецької області.[17][20]
- 20 грудня 2022 — Шлапак Микола («Джампер»), лейтенант. Загинув при обороні населеного пункту Берестове Донецької області.[17]
- 20 грудня 2022 — Дерманський Олег («Любчик»), солдат. Загинув при обороні населеного пункту Берестове Донецької області.[17]
- 30 грудня 2022 — Недбайло Олександр («Золотий»). 23 березня 1994. м. Сіверськ. Загинув біля Кліщіївки.[21]

### 2023
- 16 січня 2023 — Марков Іван Володимирович («Кот»). 35 років, м. Нікополь Дніпропетровської області. Загинув в районі села Кліщіївка на Донеччині.[22]
- 27 січня 2023 — Філь Іван («Fil»). 18 січня 1994, с. Медуха Івано-Франківської області. Загинув під час обстрілу при обороні Бахмута.[23]
- 15 березня 2023 — Голубенко Микола Васильович («Лев»), солдат. Загинув при обороні міста Бахмут Донецької області[17]
- 15 березня 2023 — Давидов Олександр Анатолійович («Давид»), солдат. Загинув при обороні міста Бахмут Донецької області[17]
- 31 березня 2023 — Гарбуз Антон Олегович («Гарбуз»), командир взводу. 15 жовтня 1989, м. Київ. Загинув внаслідок мінометного обстрілу у битві за Бахмут.[17][24][25]
- 30 червня 2023 — Дідух Сергій Миколайович («Лісник»), старший солдат. Загинув в районі міста Бахмут.[17]
- 30 червня 2023 — Бачиш Микола Віталійович («Бача»), солдат. Загинув в районі міста Бахмут.[17]
- 30 червня 2023 — Солов'ян Микола Іванович («Кобра»), старший солдат. Загинув в районі міста Бахмут.[17]
- 2 липня 2023 — Скакун Сергій Володимирович («Скат»), старший солдат. Загинув в районі міста Бахмут.[17]
- 2 липня 2023 — Федоров Юрій Валерійович («Федя»), солдат, навідник 4-го кулеметного відділення 3-ї спеціальної роти. 1981, м. Могилів-Подільський. Загинув в районі міста Бахмут.[17][26]
- 4 серпня 2023 — Ступак Олександр Васильович («Орбіт»), сержант. Загинув в районі населеного пункту Іванівське.[17]
- 9 листопада 2023 — Комаров Володимир Олегович («Лайф»), солдат. Загинув в районі міста Куп'янськ.[17][27][28]
- 10 листопада 2023 — Метельський Юрій Іванович («Райс»), солдат. Загинув в районі міста Куп'янськ.[17]
- 11 листопада 2023 — Григорук Тарас Анатолійович («Старуня»), молодший лейтенант. Загинув в районі міста Куп'янськ.[17]
- 11 листопада 2023 — Коваленко Владислав Ігорович («Туман»), солдат. Загинув в районі міста Куп'янськ[17]
- 24 листопада 2023 — Войтенко Олександр Олександрович («Швед»), лейтенант. Загинув в районі міста Куп'янськ.[17]
- 1 грудня 2023  — Шилін Сергій Юрійович («Шило»), солдат. Загинув при обороні села Синьківка.[17]
- 8 грудня 2023  — Зозулич Сергій Сергійович («Серґо»), солдат. Загинув в районі міста Куп'янськ.[17]
- 12 грудня 2023 — Гайдаєнко Руслан Миколайович («Маршал»), старший солдат. 35 років, с. Озерна Київської області. Загинув від кулі снайпера при обороні с. Синьківка.[17][29]
- 13 грудня 2023 — Гурський Роман Віталійович («Мурчик»), молодший сержант. Загинув при обороні села Синьківка.[17]
- 15 грудня 2023 — Кравчук Андрій Петрович («Фьюрі»), солдат. Загинув в районі міста Куп'янськ.
- [17]16 грудня 2023 – Лазаренко Олександр Васильович («Мент»), молодший сержант. Загинув при обороні села Синьківка.
- 22 грудня 2023 — Грищенко Олександр Миколайович («Фауст»), солдат. Загинув в районі міста Куп'янськ.[17]